# Каваї Кендзі
Каваї Кендзі (яп. 川井 憲次; нар. 23 квітня 1957) — японський композитор. Відомий за свої саундтреки до аніме, відеоігор та кінофільмів.

## Коротка біографія
Каваї Кендзі народився 23 квітня 1957 року в особливому районі Сінаґава міста Токіо. Поступив в університет Токаі на факультет ядерної інженерії, але був виключений. Через деякий час почав навчатися в Музичній акадеії Собі, але через півроку навчання був виключений і звідти.
Разом з декількома друзями створив музичний гурт Muse але через деякий час гурт розпався. Після розпаду Muse Каваї заробляв на життя написанням музики для телевізійної реклами.
В 1986 році музичний продюсер Асарі Наоко запропонував йому взяти участь в написання музики для аніме, де Каваї Кендзі швидко здобув популярність.
Після свого успіху в аніме-індустрії Каваї почав писати музику для художніх фільмів. Серед його робіт найбільш відомі саундтреки до фільмів Дзвінок, Дзвінок 2, польсько-японського Авалон та китайсько-японського Сім мечів.
Каваї Кендзі неодноразово отримував нагороди Annie award та Hong Kong Film Award, зокрема в 2005 році він отримав нагороду Annie award за музику до анімаційного фільму Ghost in the Shell 2: Innocence.

## Творчість
Інформація наведено згідно IMDB.

### 1985—1990
| Рік   | Назва                                                          | Вид       |
| ----- | -------------------------------------------------------------- | --------- |
| 1986. | めぞん一刻                                                     | ТБ серіал |
| 1987. | 地獄の番犬：赤い目がね                                         | OAV       |
| 1987. | デビルマン (Devilman — The Birth)                              | OAV       |
| 1988. | 機動警察パトレイバ— (Mobile Police Patlabor)                   | OAV       |
| 1988. | 吸血姫美夕 (Vampire Princess Miyu)                             | OAV       |
| 1989. | 機動警察パトレイバ— (Mobile Police Patlabor)                   | ТБ серіал |
| 1989. | らんま１／２ (Ranma 1/2)                                       | ТБ серіал |
| 1989. | 機動警察パトレイバ— 劇場版 (Mobile Police Patlabor: The Фільм) | Фільм     |
| 1989. | らんま１／２ 熱闘編 (Ranma 1/2: Hard Battle)                   | ТБ серіал |
| 1990. | デビルマン (Devilman — The Demon Bird)                         | OAV       |
| 1990. | プロジェケトA子 (Project A-ko)                                 | OAV       |

### 1991—2000
| Рік   | Назва                                                                                       | Вид            |
| ----- | ------------------------------------------------------------------------------------------- | -------------- |
| 1991. | バ—ンナップ (Burn up!)                                                                      | OAV            |
| 1991. | ミカドロイド (Mikadroid: Robokill Beneath Disco Club Layla)                                 | Фільм          |
| 1991. | らんま 1/2 中国寝崑崙大決戦! 掟やぶりの激闘編!! (Ranma 1/2: Big Trouble in Nekonron, China) | OAV            |
| 1991. | 人魚の森 (Mermaid Forest)                                                                   | OAV            |
| 1991. | 地獄の番犬: ケルベロス (Stray Dog: Kerberos Panzer Cops)                                    | Фільм          |
| 1991. | 魔獣戦士ルナ・ヴァルガ— (Demon Warrior Luna Varga)                                          | OAV            |
| 1992. | ト—キング・ヘッド (Talking Head)                                                            | Фільм          |
| 1992. | 姫ちゃんのリボン (Hime-chan's Ribbon)                                                       | ТБ серіал      |
| 1993. | らんま1/2 OVA (Ranma OVA)                                                                   | OAV            |
| 1993. | 無責任艦長タイラ— (Irresponsible Captain Tylor)                                             | OAV, ТБ серіал |
| 1993. | 機動警察パトレイバ—2 the Фільм (Mobile Police Patlabor 2: The Фільм)                        | Фільм          |
| 1994. | ブル—シ—ド (Blue Seed)                                                                      | ТБ серіал      |
| 1994. | 戦え!! イクサ—1 (Fight!! Iczer-1)                                                           | OAV            |
| 1995. | プリンセス ミネルバ (Princess Minerva)                                                      | OAV            |
| 1995. | 攻殻機動隊 (GITS, Ghost in The Shell)                                                       | Фільм          |
| 1996. | 爆れつハンタ— (Sorcerer Hunters)                                                            | ТБ серіал      |
| 1996. | 爆れつハンタ— (Baby and Me)                                                                 | ТБ серіал      |
| 1997. | はいぱ—ぽりす (Hyper Police)                                                                | ТБ серіал      |
| 1997. | 吸血姫美夕 (Vampire Princess Miyu)                                                          | ТБ серіал      |
| 1998. | リング (Ringu, The Ring)                                                                    | Фільм          |
| 1998. | ディープフィアー (Deep Fear)                                                                | Відеогра       |
| 1999. | 逮捕しちゃうぞ the ФІЛЬМ (You're Under Arrest! The Фільм)                                   | Фільм          |
| 1999. | リング2 (Ringu 2, The Ring 2)                                                               | Фільм          |
| 1999. | 地球防衛企業ダイ・ガ—ド (Dai-Guard)                                                         | Фільм          |
| 2000. | サディスティック＆マゾヒスティック (Sadistic and Masochistic)                               | Фільм          |
| 2000. | ガラスの脳 (Sleeping Bride)                                                                 | Фільм          |
| 2000. | カオス (Chaos)                                                                              | Фільм          |

### 2001—2008
| Рік   | Назва                                                                                     | Вид       |
| ----- | ----------------------------------------------------------------------------------------- | --------- |
| 2001. | ガイスタ—ズ (Geisters — Fractions of Earth)                                               | ТБ серіал |
| 2001. | アヴァロン (Avalon)                                                                       | Фільм     |
| 2001. | UNLOVED                                                                                   | Фільм     |
| 2001. | 新白雪姫伝説プリ—ティア (New Snow White's Legend Pretear)                                 | Фільм     |
| 2002. | ダ—ク・ウォ—タ— (Dark Water)                                                              | Фільм     |
| 2002. | パトレイバ— WXIII (Patlabor WXIII, Wasted 13: Patlabor the Фільм 3)                       | Фільм     |
| 2002. | Le Samouraï (Samurai, Samuraj)                                                            | Фільм     |
| 2002. | Bloody Mallory                                                                            | Фільм     |
| 2003. | ガンパレ—ド・マ—チ -新たなる行軍歌 (Gunparade March)                                      | ТБ серіал |
| 2004. | 跋扈妖怪传之牙吉 (Kibakichi: Bakko yokaiden)                                              | Фільм     |
| 2004. | 跋扈妖怪传之牙吉2 (Kibakichi: Bakko yokaiden 2)                                           | Фільм     |
| 2004. | イノセンス (Ghost in The Shell 2: INNOCENCE)                                              | Фільм     |
| 2004. | ウルトラマンネクサス (Ultraman Nexus)                                                     | ТБ серіал |
| 2004. | 風人物語 (Windy Tales, Fūjin Monogatari)                                                  | ТБ серіал |
| 2005. | スタ—シップ・オペレ—タ—ズ (Starship Operators)                                            | ТБ серіал |
| 2005. | MAKOTO                                                                                    | Фільм     |
| 2005. | めざめの方舟 (Open Your Mind)                                                             | Фільм     |
| 2005. | Namgeuk-ilgi (Щоденник полярної експедиції)                                               | Фільм     |
| 2005. | 七劍(Qī Jian, Seven Swords)                                                               | Фільм     |
| 2005. | 輪廻 (Rinne, Reincarnation)                                                               | Фільм     |
| 2005. | 奇谈 (Kidan)                                                                              | Фільм     |
| 2006. | フェイト/ステイナイト (Fate/Stay Night)                                                   | ТБ серіал |
| 2006. | 立喰師列伝 — Tachiguishi-Retsuden (Tachigui: The Amazing Lives of the Fast Food Grifters) | Фільм     |
| 2006. | デスノ—ト (Death Note)                                                                    | Фільм     |
| 2006. | 龍虎門 (Dragon Tiger Gate)                                                                | Фільм     |
| 2006. | Trapped Ashes                                                                             | Фільм     |
| 2006. | Death Note: The Last Name                                                                 | Фільм     |
| 2006. | 墨攻(Mo Gōng, A Battle of Wits)                                                           | Фільм     |
| 2006. | ひぐらしのなく頃に (Higurashi no Naku Koro ni)                                            | ТБ серіал |
| 2007. | 怪谈 (Кайдан. Історія про примар)                                                         | Фільм     |
| 2007. | 精霊の守り人 (Seirei no Moribito)                                                         | ТБ серіал |
| 2007. | ひぐらしのなく頃に解 (Higurashi no Naku Koro ni Kai)                                      | ТБ серіал |
| 2007. | Mobile Suit Gundam 00                                                                     | ТБ серіал |
| 2007. | FolksSoul                                                                                 | Відеогра  |
| 2008. | The Sky Crawlers                                                                          | Фільм     |
| 2008. | 葉問 Ip Man                                                                               | Фільм     |
| 2009. | Eden of the East                                                                          | ТБ серіал |